# 金光教
金光教（こんこうきょう）は、日本の新宗教。教派神道連合会に属し、戦前の神道十三派の一つ。

## 概要

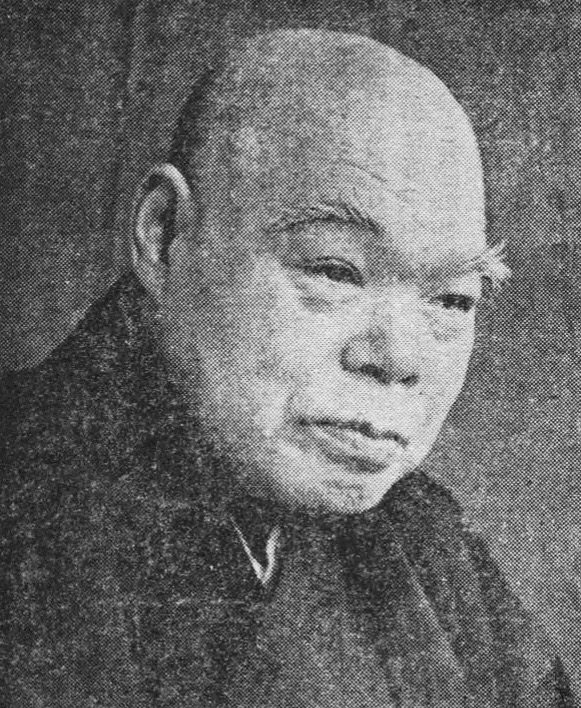
三代金光様の金光攝胤

1859年（安政6年）、備中国浅口郡大谷村にて赤沢文治（川手文治郎）、後の金光大神（こんこうだいじん）が開いた創唱宗教である。同じ江戸時代末期に開かれた黒住教、天理教と共に幕末三大新宗教の一つに数えられる。
現在の本拠地は岡山県浅口市金光町大谷である（旧町名由来の金光町という地名は金光教の本部があることから付けられた）。
祭神は天地金乃神（てんちかねのかみ）と生神金光大神（いきがみこんこうだいじん）である。
教主は金光浩道（六代金光様）、教務総長は橋本美智雄である。日本を中心に約1400の教会・布教所、約35万人の信者を有する。

## 教え
従来の金神思想では日柄や方位の吉凶を重視し、厳密な日柄方位の遵守を求めたが、金光教祖は自身の体験から、そういう凶事は人間の勝手気ままから生じる神への無礼が原因であり、神への願いにかなう生き方や行動を行いさえすれば、すべてが神に守られた中での生活が行えると説いた。
そして、神と人とは「あいよかけよ」の関係であるとした（人が助かるには神に願い、神の助けが必要だが、神もまた人が助かって欲しいという願いを持ち、人を助けることで神としての働きが出来るので助かっているという関係）。
また人はみな神のいとしご（氏子）であり、それぞれの宗教の開祖も、神のいとしごであるという教えから、他の全ての宗教を否定しないという思想を持つ。文化人の信者も多いが、こうした性格から布教活動的な言論は少なく、比較的最近の関連著作であるかんべむさし『理屈は理屈 神は神』などもかなりニュートラル、分析的な内容となっている。
金光教の信心の本質を端的に示したものとして「天地書附（てんちかきつけ）」がある。「生神金光大神（いきがみこんこうだいじん） 天地金乃神（てんちかねのかみ） 一心に願（ねがえ） おかげは和賀心（わがこころ）にあり 今月今日（こんにち）でたのめい」と書かれたこの文章は、本部および各教会の広前（ひろまえ、礼拝場所）に掲げられており、また、折に触れて信者が唱えるものである。

## 特徴
信者は、本部および各教会の広前に設けられた結界の場において、生神金光大神の代理（てがわり）となる取次者を通じて、各人それぞれの願い・詫び・断り・お礼を天地金乃神に伝えることにより、その願い・祈りを神に届け、また神からの助かりを受ける。
これを「取次」といい、金光教の特徴とされる（本部広前の結界の場で金光教主は、年間を通して、一日の大半を取次業に専念している）。

## 本部施設

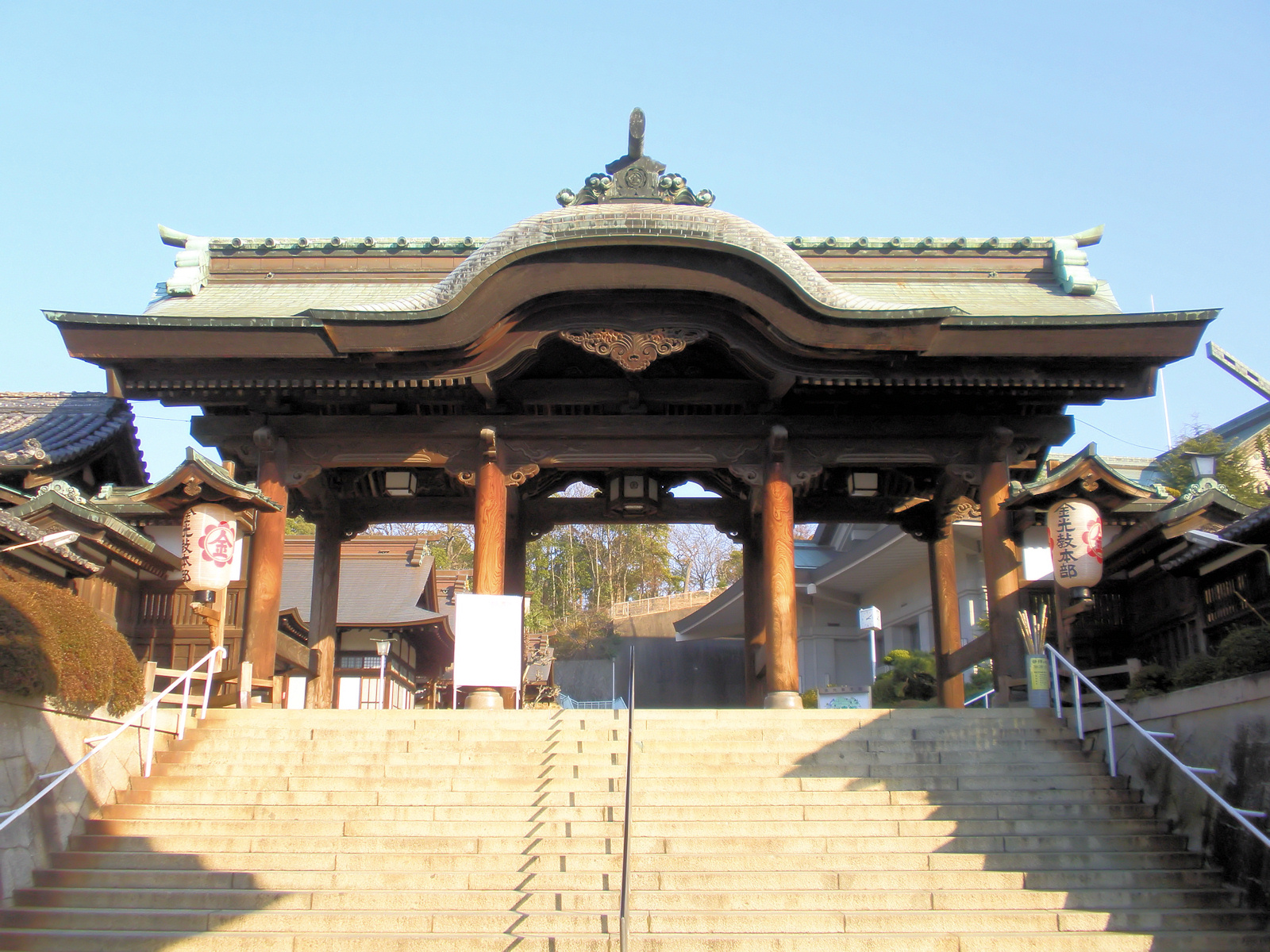
金光教本部の門
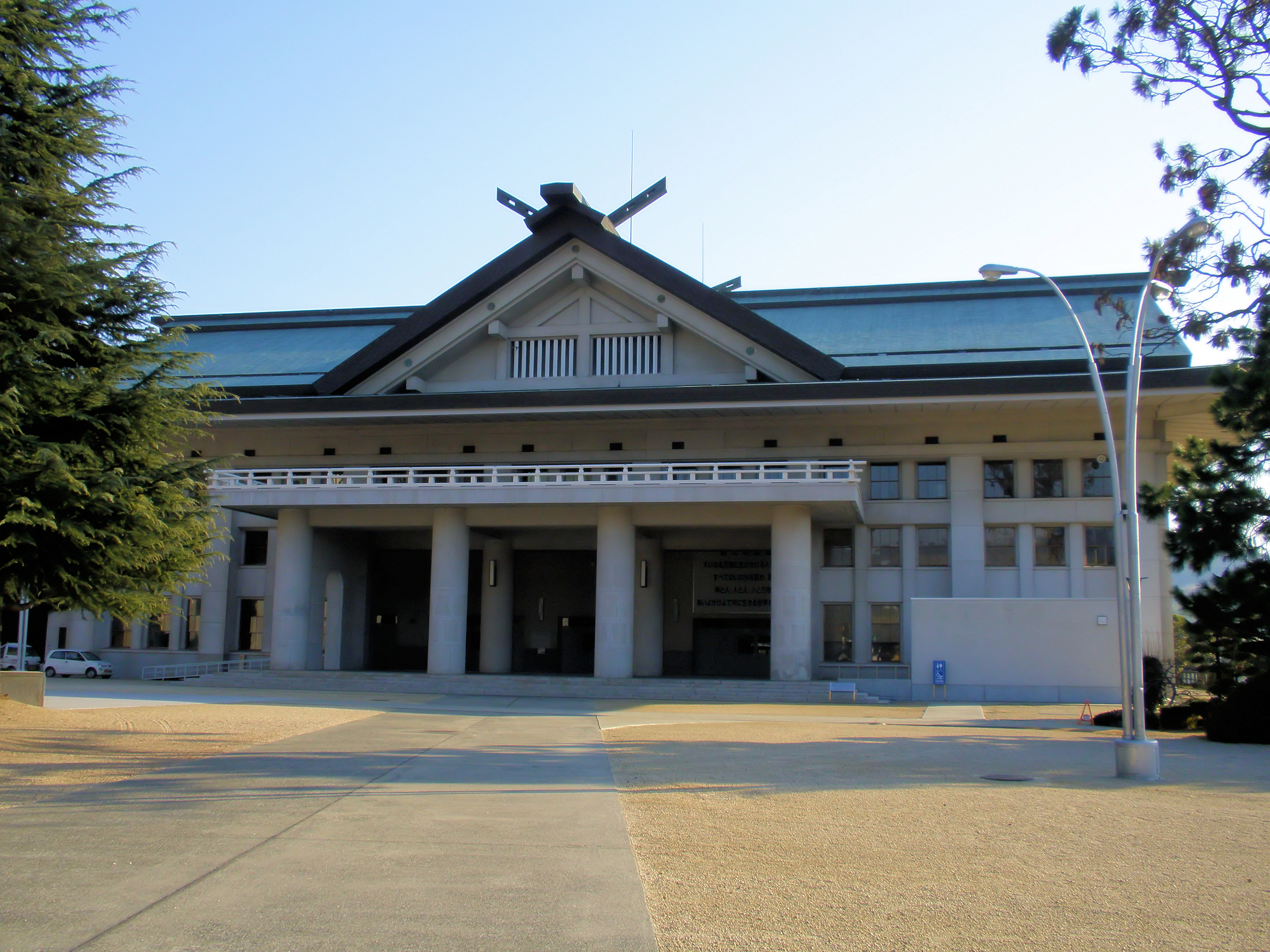
金光教本部広前祭場
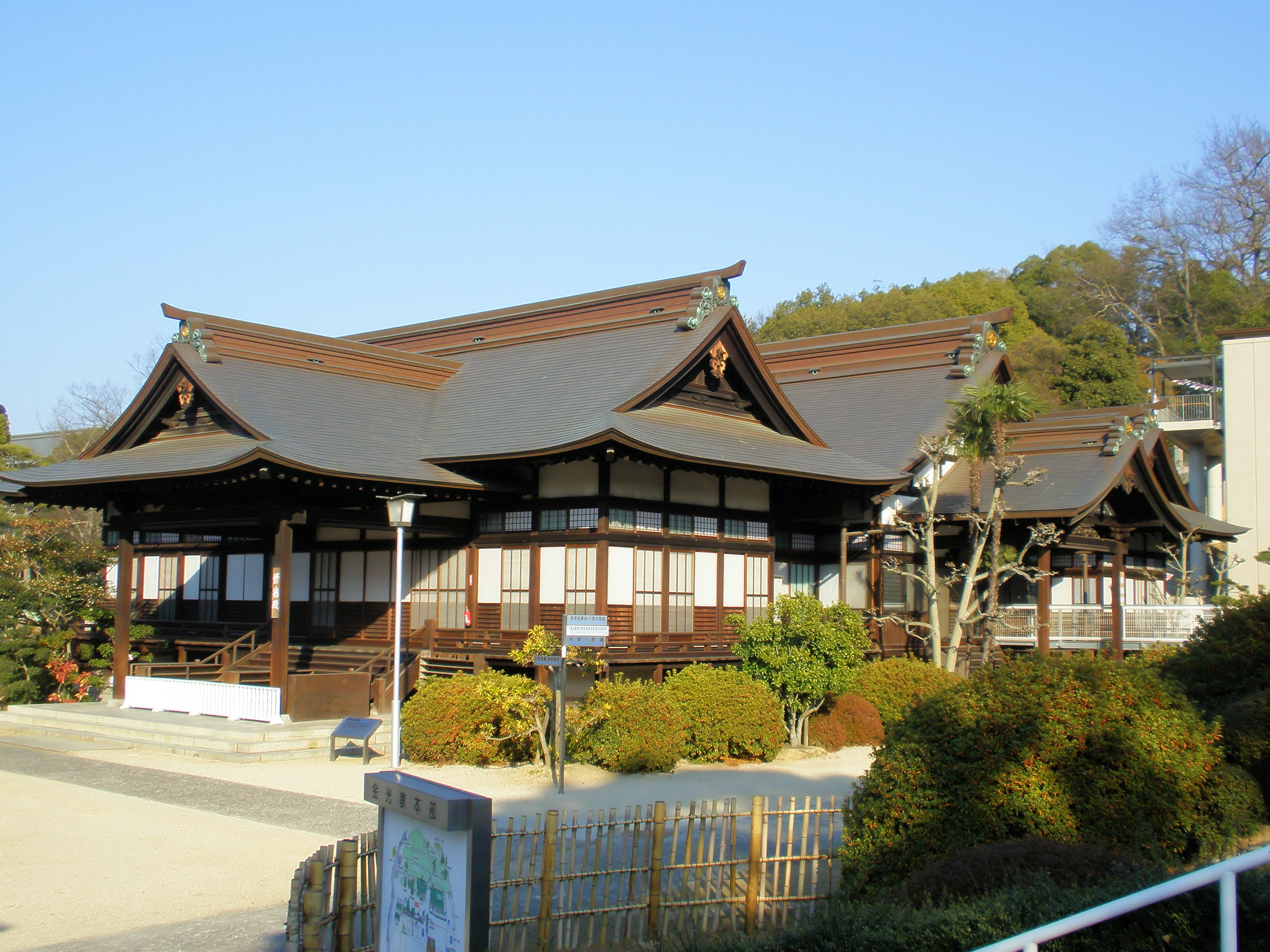
金光教本部修徳殿講堂

## 金光教の歴史（主として日本国内）
| 西暦年（和暦）                     | 月日                    | 事項 |
| ---------------------------------- | ----------------------- | --- |
| 1814年（文化11年）                 | 8月16日 太陽暦9月29日   | 教祖生誕、幼名香取源七。 |
| 1825年（文政08年）                 | 11月26日                | 川手家の養子へ、文治郎と改名。 |
| 1830年（文政13年）                 | 7月15日より             | 小野四右衛門らと伊勢参宮。 |
| 1836年（天保07年）                 | 12月13日                | 文治、古川八百蔵娘・とせと結婚。 |
| 1846年（弘化03年）                 | 2月22日から3月26日      | 文治、四国八十八カ所巡拝。 |
| 1855年（安政02年）                 | 4月29日                 | 25日頃より、教祖大患。古川治郎祈祷時に石鎚山神降臨、金神への無礼の指摘と病気平癒の神示。                                                                 |
| 1857年（安政04年）                 | 10月13日                | 教祖実弟香取繁右衛門金神降臨し文治神命にそって普請の手伝いを行う。                                                                                       |
| 1857年（安政04年）                 | 11月9日                 | 香取繁右衛門、金神の奉祭者となり文治は参拝する。 |
| 1858年（安政05年）                 | 7月13日                 | 文治、盂蘭盆会にて祖先の霊神の降臨と金神より種々の神示をうける。                                                                                         |
| 1859年（安政06年）                 | 10月21日 太陽暦11月15日 | 農作業後、教祖に立教神伝が下る、金光教立教の日とされる。                                                                                                 |
| 1864年（元治元年）                 | 4月9日                  | 白川神祇伯王家より、神拝式許状ならびに金神の宮建築許可を得る。                                                                                           |
| 1864年（元治元年）                 | 9月21・22日             | 初めての神祭りを仕える（年に一度奉行する金神への感謝の祭、以降毎年）。                                                                                   |
| 1866年（慶応02年）                 | 10月2日                 | 神祇伯より、神拝の節・冠・布斎服・差貫着用の許可、ならびに『金光河内』と名乗ることを許される。                                                           |
| 1867年（慶応03年）                 | 2月22日                 | 金神社神主の補任状を得る。 |
| 1869年（明治02年）                 | 7月                     | 神仏分離令施行により、大谷村の神社（寂光院が管轄していた社祠）の神事を執り行うことになる。                                                               |
| 1869年（明治02年）                 | 9月9日・10日            | 金光大神祭りを仕える。身内親類を集めての先祖祭りを仕える（以降毎年）。                                                                                   |
| 1870年（明治03年）                 | 9月1日                  | 浅尾藩庁より出社神号さしとめの指令出る。 |
| 1871年（明治04年）                 | 4月                     | 白神新一郎『御道案内』を著す。 |
| 1871年（明治04年）                 | 10月15日                | 浅尾藩庁より 神職廃止命令。 |
| 1872年（明治05年）                 | 11月26日                | 小田県庁より 神勤廃止命令。 |
| 1873年（明治06年）                 | 2月13日                 | 神前の撤去。 |
| 1873年（明治06年）                 | 4月11日                 | 『天地書附』定まる。 |
| 1876年（明治09年）                 | 10月19日                | 「敬神教育之儀」願書を岡山県令に提出26日に認可、官憲の弾圧がおさまる。                                                                                   |
| 1879年（明治12年）                 | 7月28日                 | 金光萩雄「教導職試補」となり、国家資格を得る。 |
| 1881年（明治14年）                 | 1月30日 （旧暦の正月）  | 神命により「八つ波に金の文字」の紋章を定める。 |
| 1882年（明治15年）                 | 8月                     | 佐藤範雄教団組織を志し、備後沼名前神社宮司吉岡徳明の助言により、金光教祖の元で、金光萩雄と共に、信条（神戒神訓の元）の記録を始める（翌年9月8日終える）。 |
| 1883年（明治16年）                 | 6月10日                 | 白神新一郎・近藤藤守、佐藤範雄を訪ね、道の将来に渡り協議（この3人を金光教では後に三直信と呼ぶ）。                                                        |
| 1883年（明治16年）                 | 10月10日                | 教祖死去（諡名は金光大神人力威命）。 |
| 1883年（明治16年）                 | 11月28日                | 教祖五十日祭、遺業継承の旨。金光萩雄と三直信の4人が教団創設について打ち合せ。この日から金光宅吉が神前奉仕。                                              |
| 1885年（明治18年）                 | 3月15日                 | 神道備中事務分局長・井上泰憲に「教会講社開設進達御願」を添えて「金光教会講社結収之件御願」の願書提出。                                                   |
| 1885年（明治18年）                 | 6月2日                  | 神道管長稲葉正邦による認可。 |
| 1885年（明治18年）                 | 6月10日                 | 「金光教会所設置願」を岡山県令千坂高雅代理高津暉に提出。                                                                                                 |
| 1885年（明治18年）                 | 6月13日                 | 神道備中事務分局附属金光教会として教団創設。 |
| 1888年（明治21年）                 | 3月1日                  | 神道金光教会規約改正 神名「天地金乃神」が公認される。 |
| 1888年（明治21年）                 | 5月21日                 | 畑徳三郎 東京四ッ谷にて取次開始（正式な東京布教の開まり）。                                                                                              |
| 1889年（明治22年）                 | 7月4日                  | 金光萩雄・佐藤範雄「日本赤十字社」に入社。金光教での赤十字運動の開始。                                                                                   |
| 1890年（明治23年）                 | 10月                    | 教祖大祭に初めて「吉備楽」が祭典音楽として採用され演奏される。                                                                                           |
| 1891年（明治24年）                 | 7月                     | 山陽鉄道倉敷 - 笠岡間開通、祭典時の金神仮駅開設。 |
| 1892年（明治25年）                 | 7月10日                 | 金光萩雄、金光大陣と戸籍名を変更。 |
| 1893年（明治26年）                 | 12月20日                | 金光宅吉死去（二代金光様、金光四神貫行君）。 |
| 1893年（明治26年）                 | 12月29日                | 金光攝胤14歳で神前奉仕を継承。 |
| 1894年（明治27年）                 | 11月29日                | 神道金光教会学問所開設 （金光教学院と金光学園中学・高等学校の創立記念日）。                                                                              |
| 1897年（明治30年）                 | 4月1日                  | 神道金光教会学問所を神道金光教会中学部と改称。 |
| 1898年（明治31年）                 | 4月10日                 | 神道金光教会が神道本局一等直轄教会となる。 |
| 1898年（明治31年）                 | 4月15日                 | 神道金光教会中学部は、金光中学として内務大臣の認可を得て、公認学校となる。                                                                               |
| 1899年（明治32年）                 | 4月                     | 畑徳三郎主唱により令徳会（婦人会）を結成。7月、長谷川まつらを中心に日本初の婦人雑誌『令徳』創刊。                                                        |
| 1900年（明治33年）                 | 6月16日                 | 金光教団として神道本局から別派独立。 |
| 1901年（明治34年）                 | 8月4日                  | 金神駅営業開始。 |
| 1901年（明治34年）                 | 10月                    | 斉藤俊三郎台湾布教。 |
| 1902年（明治35年）                 | 秋                      | 釜山教会所設立認可。 |
| 1906年（明治39年）                 | 2月25日                 | 金光教教師養成の専門機関として、金光中学の組織改編により教義講究所設置。                                                                                 |
| 1906年（明治39年）                 | 5月                     | 高橋正雄、佐藤金造ら金光中学卒業の学生、東京にて「金光教青年会」を組織する。                                                                             |
| 1906年（明治39年）                 | 12月17日                | 信奉者の信念修養の場として修徳殿を設置。 |
| 1907年（明治40年）                 | 7月1日                  | 布教興学基本財団を設立（2008年8月8日解散）。 |
| 1907年（明治40年）                 | 9月30日                 | 松山成三満州布教開始。 |
| 1910年（明治43年）                 | 6月から7月              | 金光教監佐藤範雄、満州・朝鮮布教視察。 |
| 1912年（大正元年）                 | 4月10日                 | 管長世襲制および金光教維持財団を設立（2008年8月8日解散）。                                                                                               |
| 1913年（大正02年）                 | 10月4日                 | 『金光教祖理解』を刊行（教祖三十年祭）。 |
| 1915年（大正04年）                 | 4月                     | 尾原音人創始の「中正楽」が大祭の祭典楽として採用される。                                                                                                 |
| 1919年（大正08年）                 | 2月                     | 平山文次郎北米布教開始。 |
| 1919年（大正08年）                 | 12月17日                | 金光大陣死去（第一世管長、諡名は金光山神大道立別命）。                                                                                                   |
| 1920年（大正09年）                 | 3月19日                 | 金光家邦管長を襲職（第二世管長）。 |
| 1921年（大正10年）                 | 2月22日                 | 大教会所新築落成祝祭。 |
| 1925年（大正14年）                 | 4月14日                 | 大教会所ならびに付属舎、炎上。 |
| 1928年（昭和03年）                 | 10月10日                | 『金光教教典』（教祖四十五年祭）。 |
| 1934年 - 1935年 （昭和9年 - 10年） |                         | 教団自覚運動（国が定めた管長の命より結界奉仕者の三代金光様の御取次を信仰の中心ととらえる運動）「昭和九年十年事件」。                                     |
| 1941年（昭和16年）                 | 4月16日                 | 宗教団体法に基づく金光教団となる。管長は世襲制から選挙制へ。                                                                                             |
| 1941年（昭和16年）                 | 8月1日                  | 金光攝胤管長選挙により管長就任。 |
| 1946年（昭和21年）                 | 4月1日                  | 宗教法人令施行にともなう組織変更『天地書附』を奉斎の神儀と定める。                                                                                       |
| 1947年（昭和22年）                 | 5月5日                  | 公共事業として私立図書館の「金光図書館」を開設。 |
| 1949年（昭和24年）                 | 4月1日                  | 信仰活動として「御取次成就信心生活運動（おんとりつぎじょうじゅしんじんせいかつうんどう）」が始められる。                                                 |
| 1953年（昭和28年）                 | 10月1日                 | 教祖伝記『金光大神』刊行（教祖七十年祭）。 |
| 1953年（昭和28年）                 | 10月8日                 | 金光教のラジオ放送開始。 |
| 1954年（昭和29年）                 | 4月1日                  | 金光教規改正。『天地書附』を『金光教教典』に掲載。 |
| 1954年（昭和29年）                 | 11月1日                 | 金光教学研究所設置。 |
| 1959年（昭和34年）                 | 8月5日                  | 本部広前祭場竣工報告祭（金光攝胤の誕生日と少年少女全国大会に併せて）。                                                                                   |
| 1959年（昭和34年）                 | 10月                    | 立教百年教祖大祭が4回に分けて行われる。 |
| 1959年（昭和34年）                 | 11月                    | 立教百年祭が4回に分けて行われる。 |
| 1960年（昭和35年）                 | 8月                     | シカゴ・ミッドビル神学校との交流で留学生（後の国際センター所長）派遣。                                                                                   |
| 1963年（昭和38年）                 | 4月13日                 | 教主金光攝胤死去（三代金光様）。 |
| 1963年（昭和38年）                 | 7月9日                  | 金光鑑太郎教主就任。 |
| 1964年（昭和39年）                 | 3月11日                 | 南米ブラジルビリグイでの布教開始。 |
| 1969年（昭和44年）                 | 10月1日                 | 『金光大神覚』（こんこうだいじんおぼえ）刊行 金光教祖の書いた自伝の公表。                                                                                |
| 1972年（昭和47年）                 | 4月1日                  | 『概説金光教』刊行 金光教の教義の概説書。 |
| 1973年（昭和48年）                 | 7月20日                 | 本部広前会堂竣工 天地書附を正面奉掲する形式になる。 |
| 1976年（昭和51年）                 | 7月24日                 | ラジオ放送番組の安定制作のため、大阪に金光教電波布教センターを設置（現・金光教放送センター）。                                                           |
| 1981年（昭和56年）                 | 1月1日                  | 金光教東京布教センターを設置。 |
| 1983年（昭和58年）                 | 1月1日                  | 金光教独自の新儀式、拝詞、服制の施行。 |
| 1983年（昭和58年）                 | 10月                    | 9月29日から5回に分けて金光教祖百年祭が行われる。 |
| 1983年（昭和58年）                 | 10月10日                | 『金光教教典』刊行 教祖の信仰日記や多くの弟子達が書き残した教祖の教えが公刊された。                                                                      |
| 1989年（平成元年）                 | 6月10日                 | 信仰活動として「よい話をしていく運動」が始められる。 |
| 1991年（平成03年）                 | 1月10日                 | 教主金光鑑太郎死去（四代金光様）。 |
| 1991年（平成03年）                 | 3月27日                 | 金光平輝教主就任。 |
| 1993年（平成05年）                 | 7月1日                  | 東京に金光教国際センター設置。 |
| 2000年（平成12年）                 | 2月1日                  | 金光教ソウル活動センター設置。 |
| 2000年（平成12年）                 | 6月10日                 | 教団独立百年記念祭が、翌11日と2回に分けて行われる。 |
| 2001年（平成13年）                 | 1月1日                  | 「金光教宣言」発表。 |
| 2001年（平成13年）                 | 6月10日                 | 信仰活動として「あいよかけよの生活運動」がはじまる。 |
| 2003年（平成15年）                 | 9月28日                 | 教祖伝『金光大神』刊行 昭和28年版が全面的に書き換えられた。                                                                                              |
| 2008年（平成20年）                 | 8月8日                  | 旧三財団法人（宿泊施設、出版、学生寮を管理）を解散し、宗教法人「金光教」へ事業を集約。                                                                   |
| 2008年（平成20年）                 | 12月1日                 | 新公益法人制度よる一般財団法人「金光財団」を設立し、旧三財団法人の行ってきた収益事業を移管。                                                             |
| 2012年（平成24年）                 | 1月1日                  | 信仰活動として「神人あいよかけよの生活運動」がはじまる。                                                                                                 |
| 2021年（令和03年）                 | 3月26日                 | 教主金光平輝退任（五代金光様）、生前継承は立教以来初めて。                                                                                               |
| 2021年（令和03年）                 | 3月27日                 | 金光浩道教主就任。 |

## 歴代教主
教主は金光教では結界取次者を意味する金光様とも称されている。
| 代   | 氏名       | 就任年 | 退任年 |
| ---- | ---------- | ------ | ------ |
| 初代 | 金光大神   | 1859年 | 1883年 |
| 2    | 金光宅吉   | 1883年 | 1893年 |
| 3    | 金光攝胤   | 1893年 | 1963年 |
| 4    | 金光鑑太郎 | 1963年 | 1991年 |
| 5    | 金光平輝   | 1991年 | 2021年 |
| 6    | 金光浩道   | 2021年 | 現在   |

## 教育
学校法人金光学園
- 金光学園中学・高等学校
- 金光学園こども園

学校法人関西金光学園
- 関西福祉大学
- 金光藤蔭高等学校
- 金光大阪中学校・高等学校
- 金光八尾中学校・高等学校

## 著名人の信徒
- 池貝庄太郎
- 伊藤昌哉（政治評論家）
- 小川洋子
- 小田原大造
- 片岡孝太郎（歌舞伎役者）
- かんべむさし
- サトウサンペイ
- 杉田二郎
- 鈴木清一（株式会社ダスキン創業者）
- 砂川しげひさ
- 中村鴈治郎
- 藤井風（ミュージシャン）
- 松木安太郎

### 金光教と関係ないもの
- 井上順孝ほか 編『新宗教事典』弘文堂、1990年3月。ISBN 4-335-16018-6。

### 金光教または信徒によるもの
- かんべむさし『理屈は理屈 神は神』講談社、2005年4月15日。ISBN 4-06-212885-3。
- 金光家邦 編『金光教教典』金光教本部、1928年10月10日。NDLJP:1103656。
  - 金光教本部教庁 編『金光教教典』金光教本部、1929年。
  - 『金光教教典』（改訂版）金光教本部教庁、1941年。 - 大和綴活版。
  - 金光教本部教庁 編『金光教教典 附・金光教教規前文』金光図書館、1969年3月。 - 点訳：上坂文雄。
  - 金光教本部教庁 編『金光教教典』金光教本部教庁、1983年10月。 - 付録（51頁）。
- 『金光教年表』金光教本部教庁、1960年。
  - 『金光教年表 昭和61年』金光教本部教庁、1986年4月。
- 金光教本部教庁 編『金光教教典 用語索引』金光教本部教庁、1987年10月。 - 付録（2枚）：検索ガイド。
- 金光教本部教庁 編『金光教教典 お知らせ事覚帳注釈』金光教本部教庁、1989年10月。
- 金光教本部教庁 編『天地は語る 金光教教典抄』金光教本部教庁、1989年6月。 - 付録（1枚）：『金光教教典』対照表。
- 金光教本部教庁 編『金光教教典 人物誌』金光教本部教庁、1994年12月。
- 金光教本部教庁 編『金光教教典 用語辞典』金光教本部教庁、2001年。
- 金光教本部教庁 編『金光大神』金光教本部教庁、2003年。ISBN 4-906088-15-5。
- 金光教教学研究所 編『教団史基本資料集成』 上巻・下巻、金光教教学研究所、2001年12月。ISSN 0285-8339。 - 紀要『金光教学』別冊。
- 佐藤範雄 編・著『信仰回顧六十五年』 上・下、「信仰回顧六十五年」刊行会、1970年 - 1971年。
- 吉川信雄 編・著『金光教満州布教史』CiNii、2008年。